# Kościół św. Jacka w Słupsku
Kościół św. Jacka w Słupsku – kościół parafii rzymskokatolickiej św. Jacka w Słupsku.

## Historia
Kościół salowy, wzniesiony w stylu gotyckim w XV wieku. Wielokrotnie przebudowywany. W XVII wieku jego wnętrze przebudowano w stylu barokowym oraz podzielono na dwie części, a wieżę zwieńczono barokowym hełmem, pokrytym miedzianą blachą.

## Wyposażenie
W świątyni znajduje się wiele zabytkowych dzieł sztuki sakralnej, głównie barokowych: ołtarz, ambona, unikatowe organy barokowe, płyty nagrobne przedstawicieli dynastii Gryfitów i Croy.
Ołtarz główny i ambona fundacji Erdmuty, żony księcia pomorskiego Jana Fryderyka. Książę przedstawiony wraz z żoną, księżną Erdmutą, klęczący pod krzyżem w głównym obrazie przedstawiającym ukrzyżowanie Chrystusa. 
Organy oraz epitafium Anna de Croy i swój własny nagrobek ufundował biskup kamieński Ernest Bogusław de Croy. Barokowe dzieła sztuki sepulkralnej upamiętniające Annę oraz Bogusława de Croy wyróżniają się wysoką jakością artystyczną i są jednymi z nielicznych zachowanych epitafiów członków rodziny książąt pomorskich. Nagrobek księcia Ernesta Bogusława z klęczącą figurą zmarłego wykonał w latach 1680-1682 gdański rzeźbiarz Hans Michael Gockheller.
Ambonę  najprawdopodobniej ufundowała  księżna  Erdmuta  na  początku XVII wieku. Jest to ciekawe dzieło sztuki rzeźbiarskiej,  snycerskiej  oraz  malarskiej. Składa się z czterech głównych elementów: korpusu, podpory, baldachimu oraz  bariery  ze  schodami.  Na  korpusie umieszczono  obrazy  przedstawiające czterech ewangelistów oraz scenę Chrztu Chrystusa  w  Jordanie.  Ambonę  zdobią pełne  przepychu  dekoracje  w  postaci marmoryzowanych  kolumn,  kartuszy, ornamentów  zwijanych,  kaboszonów, rautów oraz pilastrów. Na baldachimie, który pełni również ważny element akustyczny, piętrzą się liczne elementy rzeźbiarskie  w  postaci  iglic  i  rollwerków. W  półkolistych  niszach  znajdują  się inskrypcje  oraz  chrystogramy  i  symbole  lilii.  Na  podniebiu umieszczono malowany  wizerunek  Gołębicy  Ducha Świętego. Podporę korpusu stanowi pełnoplastyczna  rzeźba  przedstawiająca Mojżesza.  Na  ambonę  wiodą  jednobiegowe  schodki  z  pełną  barierą.  Jej  front zdobią  trzy  romboidalne,  płytkie  nisze z  obrazami  przedstawiającymi:  św. Pawła, św. Piotra i św. Jakuba Starszego.

## Organy
Szczególnie wartościowym zabytkiem kościoła są bogato zdobione, barokowe organy, które prawie w całości zachowały się w oryginalnej formie. Przez wzgląd na unikatowość instrumentu w skali europejskiej, w świątyni odbywają się rokrocznie festiwale organowe.
Spore zasługi w dziele odnowienia instrumentu położył urodzony w dzisiejszym Słupsku (dawniej Stolp-in-Pommern) pastor ewangelicki, organista i kompozytor Joachim Schwarz (1930-1998).

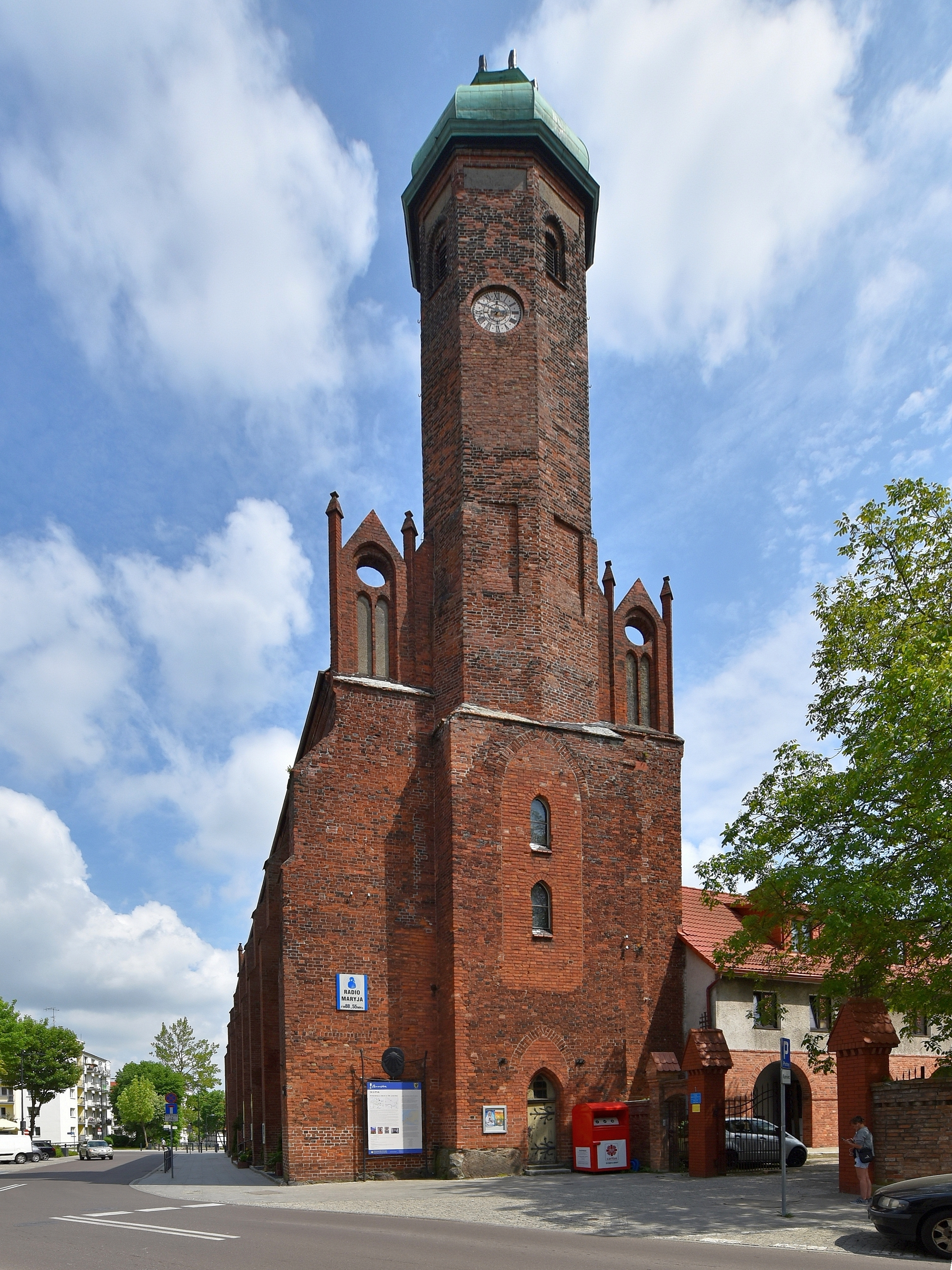
Elewacja frontowa
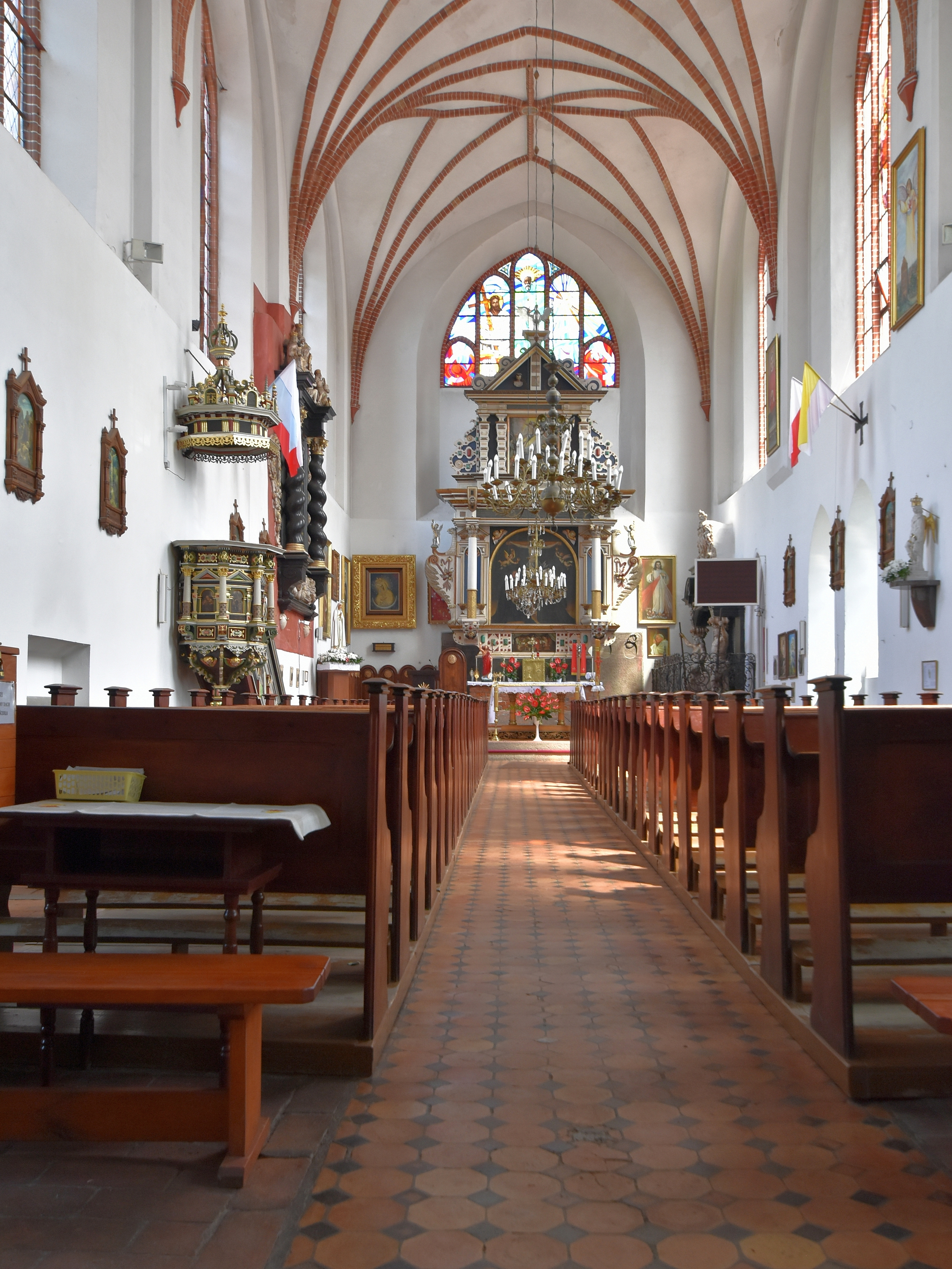
Wnętrze
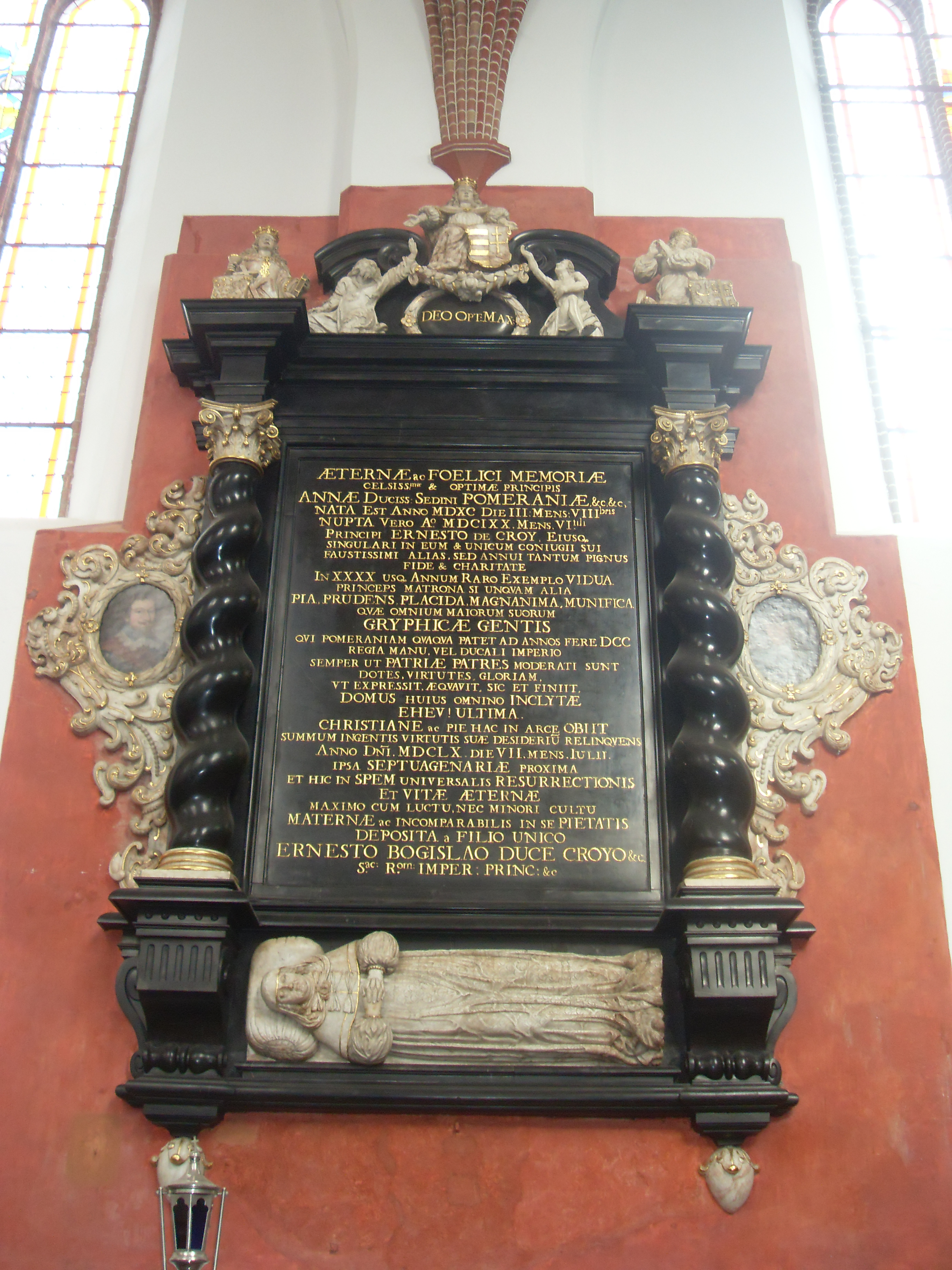
Epitafium Anny pomorskiej – ostatniej przedstawicielki rodu Gryfitów